# Ana Isabel Cordobés
Ana Isabel Cordobés (Ávila, 1991) es una periodista española especializada en datos, visualización e investigación. Ha investigado sobre la influencia del periodismo de filtraciones en España y la necesidad de incluir perfiles de análisis de datos en las redacciones para su consecución.

## Biografía
La vocación de Cordobés por el periodismo se vio reforzada por la influencia familiar ya que en su familia siempre han sido devoradores de información, Licenciada en Periodismo por la Universidad de Valladolid, Máster en Comunicación, Cultura y Ciudadanía Digitales por la Universidad Rey Juan Carlos, especializada en nuevas narrativas y periodismo de datos. Ha formado parte de los laboratorios de investigación de El Confidencial, eldiario.es y Diario de Navarra además de trabajar como periodista autónoma de datos para cuartopoder.es y LOS40.
Cordobés es una de las jóvenes profesionales que usa los datos a gran escala como herramienta de conocimiento definitivo en la sociedad actual. Empezó a adentrarse en los datos cuando era alumna de la Universidad de Valladolid gracias a Eva Campos profesora que la ayudó a decantarse por el periodismo de datos, en  un principio quería dedicarse al periodismo económico. Realizó sus prácticas en El Confidencial donde el equipo de datos y visualización estaba creado y estructurado y en 2018 se puso al frente de la dirección del periódico digital Cuarto poder.

### Publicaciones académicas[6]
- (2017) El periodismo de filtraciones en medios españoles: los casos de ICIJ y Fíltrala, en Prototipos 2013/2015 del Máster CCCD ‘Filtraciones ciudadanas. Periodismo de investigación mancomunado’.
- (2017) El periodismo de filtraciones en España: una aproximación teórica y práctica, en ‘Periodismo en Nuevos Formatos’, Madrid, Fragua Comunicaciones.

## Premios y reconocimientos
- III Premio Periodismo en Positivo (2017) de la Asociación de Periodistas de Ávila junto a Gontzal Aparicio por el especial sobre transexualidad ‘Mi sexo sentido’.[7]
- Mención especial en EditorsLab en El Confidencial (Global Editors Network) (2017) por un proyecto de acercamiento de hard news a la Generación Z a través de canales soft.[8]

- En 2020 Premiada por la Asociación de Periodistas de Navarra[9] con el “Teobaldo al trabajo periodístico de Sanidad/Salud” por el reportaje “El ‘milagro’ de Denis: sesenta días en cuidados intensivos”,[10] escrito por Ana Isabel Cordobés.